# 제1대 마운트 템플 남작 윌프리드 애슐리
제1대 마운트 템플 남작 윌프리드 애슐리(영어: Wilfrid Ashley, 1st Baron Mount Temple, PC, DI, 1867년 9월 13일 ~ 1939년 7월 3일)는 영국의 군인이자 보수당 정치인이었다. 그는 스탠리 볼드윈 아래 1924년에서 1929년 사이에 교통부 장관이었다.